# Бояркино (городской округ Озёры)
Бояркино — село в городском округе Коломна Московской области России.
До 2015 года являлось административным центром Бояркинского сельского поселения, до реформы 2006 года — центр Бояркинского сельского округа. Население — 817 чел. (2021).

## География
Расположено в северной части района, примерно в 11 км к северу от центра города Озёры, на автодороге Р115 «Егорьевск — Коломна — Кашира — Ненашево», на берегу реки Ягармы (бассейн Москвы). В селе 7 улиц, зарегистрировано 3 садовых товарищества. Связано автобусным сообщением с Озёрами, Коломной и Москвой. Ближайшие населённые пункты — деревни Большое Уварово и Сенцово.

## История
Впервые упоминается в Писцовой Книге Московской губернии в 1578 году.
В «Списке населённых мест» 1862 года Бояркино — владельческое село 2-го стана Коломенского уезда Московской губернии по левую сторону Каширского тракта из Коломны, в 22 верстах от уездного города, при безымянном разливе, с 59 дворами, православной церковью и 472 жителями (223 мужчины, 249 женщин).
В 1872 году была открыта сельская школа. С 1886 года работает сельская участковая больница.
По данным на 1890 год село Бояркино — центр Бояркинской волости Коломенского уезда, в нём располагались квартира полицейского урядника, волостное правление, земское училище и земская больница, число душ составляло 440 человек.
В 1913 году — 67 дворов, также имелись кузница и чайная лавка.
По материалам Всесоюзной переписи населения 1926 года — центр Бояркинского сельсовета Бояркинской волости, проживало 407 жителей (169 мужчин, 238 женщин), насчитывалось 86 хозяйств, среди которых 77 крестьянских, имелись школа 1-й ступени, больница, отдел единого потребительского общества и сельского комитета крестьянской общественной взаимопомощи.
С 1929 года — населённый пункт в составе Озёрского района Коломенского округа Московской области, с 1930-го, в связи с упразднением округа, — в составе Озёрского района Московской области, с 2015 года — село городского округа Озёры Московской области, с 2021 года входит в состав городского округа Коломна.

## Население
| 1852 | 1859 | 1890 | 1926 | 2002 | 2006 | 2010 |
| ---- | ---- | ---- | ---- | ---- | ---- | ---- |
| 392  | ↗472 | ↘440 | ↘407 | ↗639 | ↘624 | ↘622 |
| 2021 |      |      |      |      |      |      |
| ↗817 |      |      |      |      |      |      |